# Tilleda (Kyffhäuser)
Tilleda (Kyffhäuser) es una comunidad en el centro de Alemania, en el suroeste del Estado de Sajonia-Anhalt, colindando con el estado de Turingia, en el distrito Mansfeld-Südharz, conlindando con el distrito de Kyffhäuser. Tenía 894 habitantes (31 de diciembre 2007). En el año 2009 fue incorporado administrativamente a la vecina ciudad de Kelbra (Kyffhäuser).

## Geografía
Tilleda se ubica en el centro de Alemania al sur de la llanura de la Goldene Aue, al noreste del macizo montañoso del Kyffhäuser, directamente debajo del cerro, donde se ubica el castillo Reichsburg Kyffhausen y monumento del Kyffhäuser. Es el pueblo más cercano a dicho castillo. El pueblo es atravesado por el arroyo Wolweda, afluente al río Kleine Helme, el cual es cuencas abajo entrelazado con el río Helme; el cual es a su vez es afluente al río Unstrut.
Las comunidades vecinas son: Al norte: Bennungen y Hohlstedt, al noreste: Brücken (Helme), al este: Hackpfüffel; al sureste: Borxleben e Ichstedt; al sur Udersleben; al suroeste: el castillo Reichsburg Kyffhausen, y más alejado Steinthaleben; al oeste: Kelbra y Sittendorf.

## Sitios de interés

###### Reichsburg Kyffhausen
En el cerro encima de la comunidad de Tilleda se ubica el castillo Reichsburg Kyffhausen con el monumento Kyffhäuser.

###### Pfalz Tilleda
Directamente a orillas de la zona urbana está el reconstruido medieval palacio imperial Pfalz Tilleda (siglo 8 al 13) el cual ahora es un museo a cielo abierto. Se trata del único palacio imperial medieval completamente excavado de Alemania, el cual fue hasta ahora parcialmente reconstruido. Su número de registro local como monumento de suelo (Bodendenkmal) es 428300472.

###### Zona urbana de la aldea de Tilleda
La aldea de Tilleda tiene muchos bien conservados originales edificios antiguas rurales típicas de Alemania Central, como son las casas, establos y graneros de entramado de madera y relleno de adobe. En el centro de la comunidad se ubica la iglesia del pueblo consagrado a San Salvador. Existen cafés y restaurantes, donde se ofrecen platillos típicos de la región. Entre otras está el histórico restaurante Gasthaus "Zur Gabel", en el cual Johann Wolfgang von Goethe se hospedó y cenó aquí, cuando visitó las ruinas del Reichsburg Kyffhausen.

###### Entorno natural
Alrededor de la aldea existen extensas huertas frutícolas, con abundancia de cerezos. En primavera (finales de abril, principio de mayo) es temporada de floración, se torna blanco el ambiente natural. Al final de junio hasta septiembre es tiempo de la cosecha del fruto, dependiendo de las variedades. El Tilleda existe una industria casera de elaboración de alimentos, como jugos, mermeladas, postres de almíbar pasteles o licores a partir de la cereza.
Tras de las huertas de frutales, hacía el sur y suroeste se eleva el macizo montañoso del Kyffhäuser, cubierto por bosques mixtos de hayas (Fagus sylvatica, Carpinus betulus), encinos (Quercus robur y Quercus petraea), abedul (Betula pendula.), tilos (Tilia sp.); pinos (Pinus sylvestris y Pinus nigra), piceas (Picea abies) y alerces (Larix decidua). Es allí donde se encuentra el castillo y monumento del Kyffhäuser. Existen áreas naturales protegidos dentro de este sistema montañoso.
Hacia el noroeste y oriente se encuentran campos agrícolas extensas, donde se cultivan papas y granos, como es el centeno, trigo, avena y cebada, últimamente también colza (Brassica napus).